# Lézard rouge

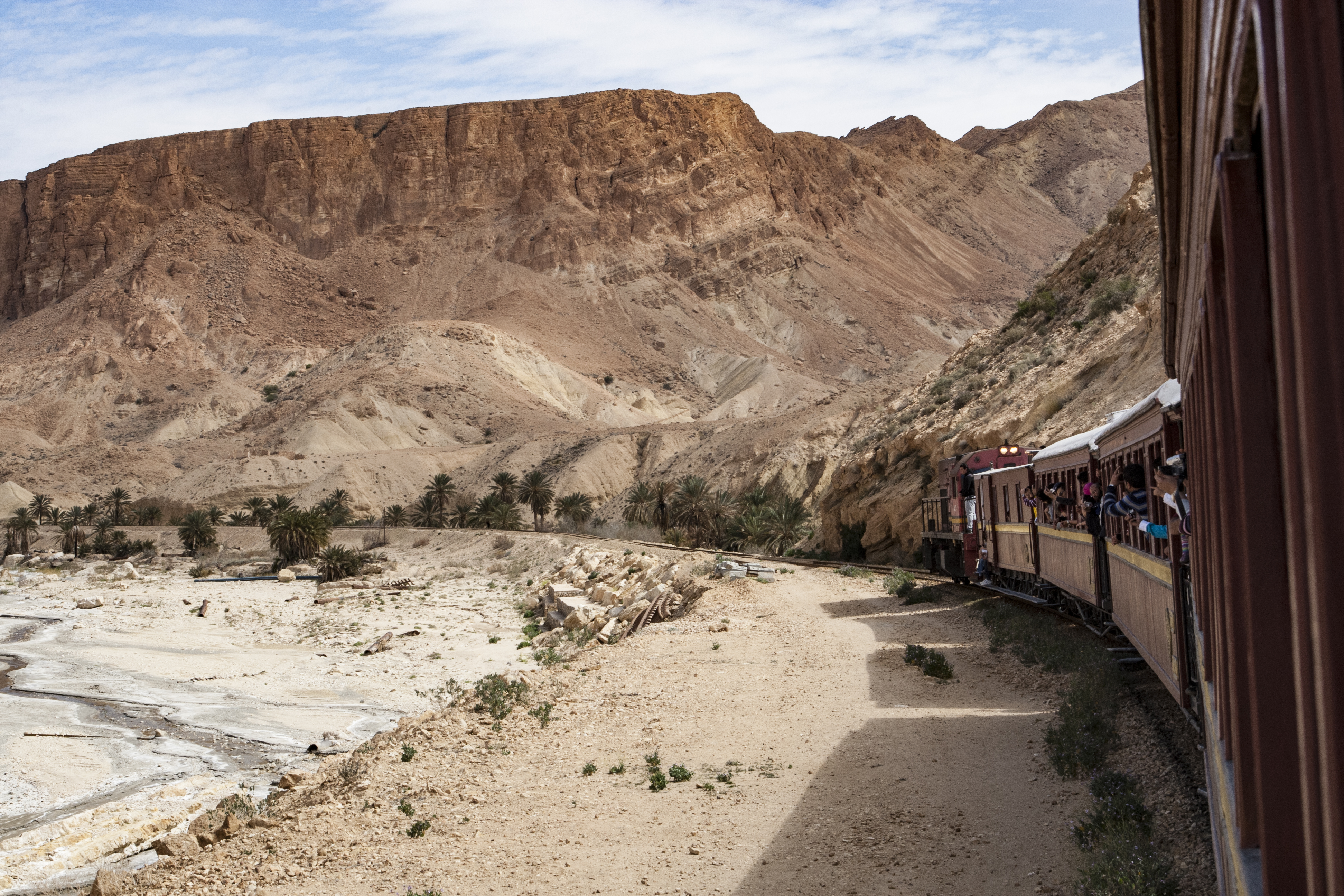
O "Lagarto Vermelho" nas gargantas de Selja

Lézard rouge ("lagarto vermelho" em francês) é um comboio turístico da Tunísia, que percorre as gargantas de Selja, um desfiladeiro de paredes a pique por onde corre o uádi Selja e que liga o vale de Gafsa ao planalto de Redeyef. O comboio parte da estação de Métlaoui e percorre 43 km até Redeyef ao longo duma linha com mais de cem anos que foi construída para transportar o fosfato extraído na região.

## História
O comboio foi construído nas oficinas de Rouvain, França, em 1910, pela sociedade Dyle & Bacalon, para transporte pessoal do bei de Tunes e da sua corte. Originalmente era composto por uma carruagem para o bei, outra para a corte, uma carruagem-restaurante e dois vagões para bagagens. A carruagem do bei foi adaptada para a bitola métrica usada na rede ferroviária tunisina nas oficinas da companhia dos caminhos de ferro tunisinos em Sidi Fathallah, em 1922.
Por se tratar de um veículo real, a construção e decoração da carruagem do bei são de uma riqueza, conforto e refinamento extremos: veludos, damascos, marchetaria, revestimentos de couro, etc., na linha dos grandes comboios de luxo do início do século XX, como o Expresso do Oriente, o Train bleu (Calais-Méditerranée-Express) ou o Étoile du Nord (Paris–Bruxelas–Amesterdão).

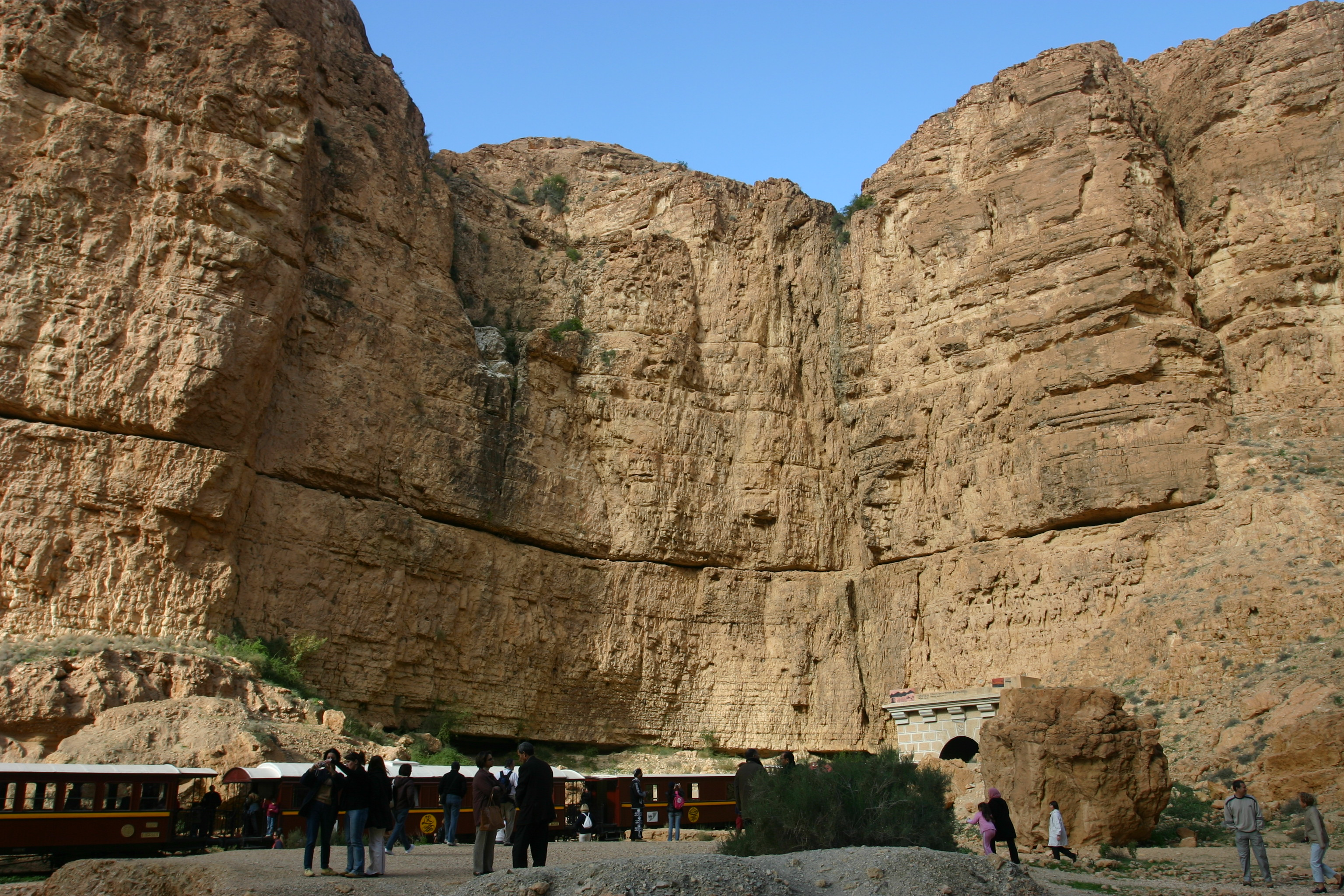
O comboio numa das paragens junto às escarpas verticais das gargantas de Selja

Durante a sua ilustre carreira, ol comboio serviu os últimos soberanos husseinitas (Ali I Paxá, Moncef Bei e Lamine Bei), bem como numerosas personalidades estrangeiras. Símbolo de uma época passada, e substituído pelas viaturas individuais, o trem beilhical foi estacionado numa garagem durante muitos anos.
O comboio retomou o serviço em abril de 1974 com o nome de "Lagarto Vermelho" devido à sua cor, na sequência de um contrato entre a Sociedade Nacional dos Caminhos de Ferro Tunisinos (SNCFT) e a sociedade Transtours. Durante um breve período efetuou um circuito turístico entre Tunes e Tozeur, com uma paragem em El Jem para visitar o anfiteatro romano. Depois de uma revisão técnica e restauro, o Lézard rouge foi novamente posto em circulação e explorado de forma intensiva, desta vez na linha entre Métlaoui e Redeyef, construída entre 1906 e 1907, que atravessa as gargantas de Selja.
O comboio é composto por uma locomotiva diesel e seis carruagens pintadas em vermelho "real", com uma faixa amarela sublinhada a negro ao longo dos flancos onde os nomes "Lézard rouge" e "comboio turístico" estão escritos em árabe e em francês, enquanto a sigla da SNCFT está gravada numa placa de bronze. Há uma carruagem-salão, uma carruagem-bar e quatro carruagens de passageiros, duas delas de primeira classe.
O serviço foi interrompido durante quase um ano devido à grande baixa (cerca de 80%) do turismo tunisino após a Revolução de Jasmim, tendo sido retomado no final de dezembro de 2011.